# مقاطعات قرغيزستان
وتنقسم مناطق ‏ قيرغيزستان إلى مقاطعات (رايون)، يديرها مسؤولون تعينهم الحكومة. المجتمعات الريفية (أييل أوكموتوس) التي تتكون من ما يصل إلى عشرين مستوطنة صغيرة لديها رؤساء بلديات ومجالس منتخبة خاصة بها. يتم سرد المقاطعات أدناه، حسب المنطقة:

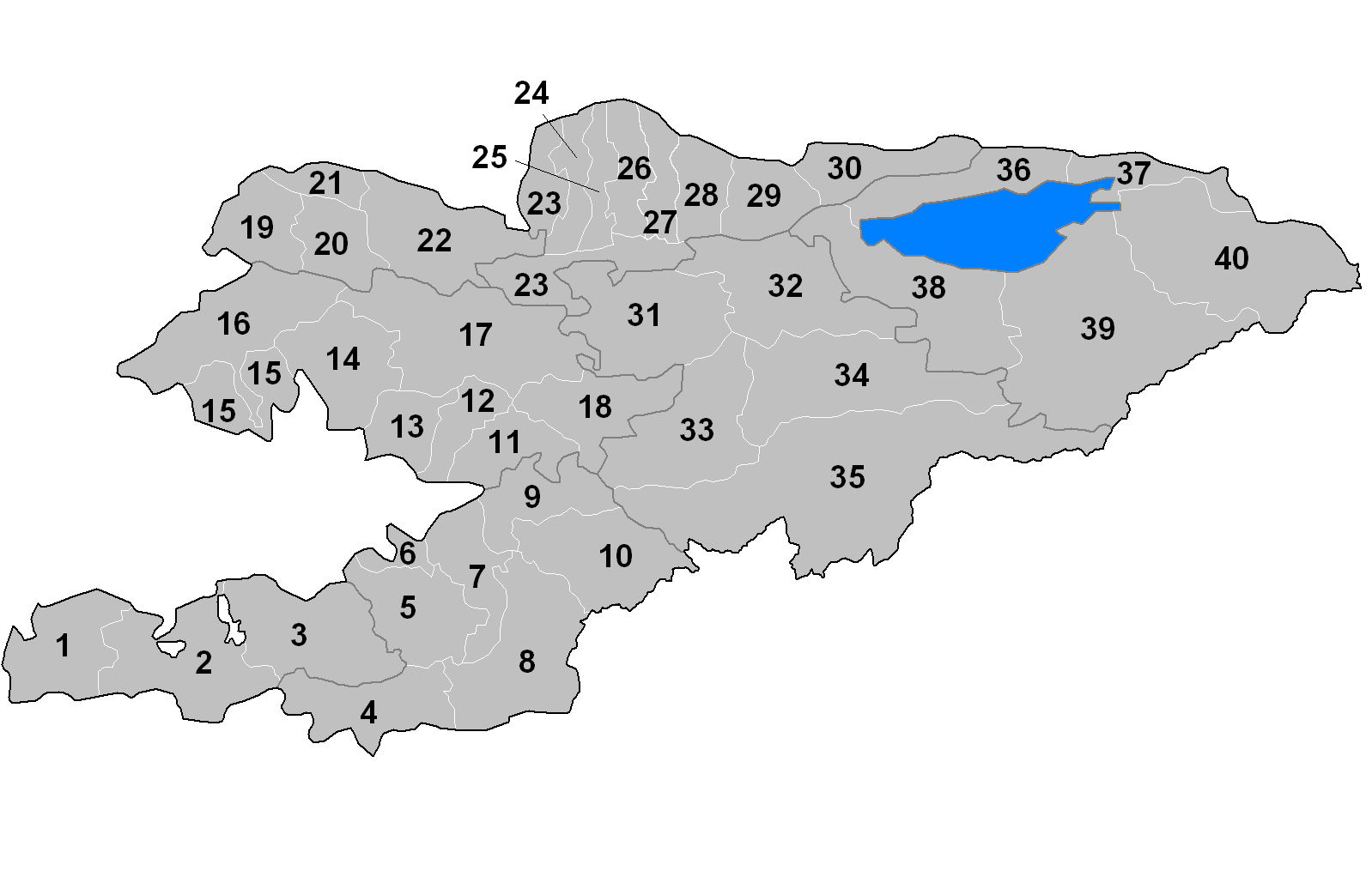
المقاطعات الريفية في قرغيزستان

## شمال قرغيزستان

### مدينةبيشكيك
العاصمة بيشكيك تعامل معاملة منطقة وتنقسم إلى أربع مقاطعات:
- مقاطعة لينينسكي
- مقاطعة أوكتيابرسكي
- مقاطعة بيرفومايسكي
- مقاطعة سفيردلوفسكي

### منطقةتشوي
تنقسم منطقة تشي الإدارية إلى 8 مقاطعات ومدينة توكموك على مستوى المنطقة:
| منطقة            | عاصمة           | السكان (2009) | المساحة (كم²) | الكثافة (/ كم ²) | قروي مجتمعات | المدن | نوع الحضري المستوطنات | القرى | رقم على الخريطة |
| ---------------- | --------------- | ------------- | ------------- | ---------------- | ------------ | ----- | --------------------- | ----- | --------------- |
| حي علم الدين     | Lebedinovka     | 147208        | 1503          | 98               | *            | *     | *                     | 50    | 27              |
| منطقة تشوي       | توكموك          | 44753         | 1756          | 25.5             | *            | *     | *                     | 38    | 29              |
| منطقة جايل       | كارا بالتا      | 90348         | 3435          | 26.3             | *            | 1     | *                     | 36    | 24              |
| مقاطعة كيمن      | Kemin           | 41924         | 3533          | 11.9             | *            | *     | 4                     | 33    | 30              |
| منطقة موسكفا     | Belovodskoye    | 83641         | 2056          | 40.7             | *            | *     | *                     | 28    | 25              |
| مقاطعة بانفيلوف  | كيندي (كايينجي) | 39837         | 2606          | 15.3             | *            | 1     | *                     | 20    | 23              |
| مقاطعة سوقولوق   | سوقولوق         | 158137        | 2550          | 62               | *            | 1     | *                     | 68    | 26              |
| مقاطعة إيسيك-آتا | قند (مدينة)     | 131503        | 2415          | 54.5             | *            | 1     | *                     | 58    | 28              |
| مدينة توكموك     | توكموك          | 53087         | 41            | 1،294.8          | *            | 1     | *                     | *     | *               |

### منطقة إيسيك كول
تنقسم منطقة إيسيك كول إدارياً إلى 5 مقاطعات:
| منطقة            | عاصمة                   | السكان (2009) | المساحة (كم²) | الكثافة (/ كم ²) | قروي مجتمعات | المدن | نوع الحضري لمستوطنات | القرى | رقم على الخريطة |
| ---------------- | ----------------------- | ------------- | ------------- | ---------------- | ------------ | ----- | -------------------- | ----- | --------------- |
| مقاطعة أكو سو    | Teploklyuchenka         | 62524         | 9917          | 6.3              | *            | *     | *                    | 38    | 40              |
| منطقة جيتي أوغوز | كيزيل-سو                | 79328         | 14499         | 5.5              | *            | *     | *                    | 42    | 39              |
| مقاطعة تونغ      | Bokonbayevo             | 48870         | 7230          | 6.8              | *            | *     | 1                    | 29    | 38              |
| منطقة توب        | كبش                     | 56416         | 2121          | 26.6             | *            | *     | 1                    | 36    | 37              |
| مقاطعة إسيك كول  | تشولبون آتا بيلوفودسكوي | 74973         | 3603          | 20.8             | *            | 1     | *                    | 30    | 36              |

### منطقة نارين
تنقسم منطقة نارين إدارياً إلى 5 مقاطعات:
| منطقة        | عاصمة   | السكان (2009) | المساحة (كم²) | الكثافة (/ كم ²) | قروي مجتمعات | المدن | نوع الحضري المستوطنات | القرى | رقم على الخريطة |
| ------------ | ------- | ------------- | ------------- | ---------------- | ------------ | ----- | --------------------- | ----- | --------------- |
| قضاء التل    | Baetov  | *             | *             | *                | *            | *     | *                     | *     | 33              |
| حي الباشي    | في-باشي | *             | *             | *                | *            | *     | *                     | *     | 35              |
| مقاطعة جمغال | تشيك    | *             | *             | *                | *            | *     | *                     | *     | 31              |
| منطقة كوشكور | كوشكور  | *             | *             | *                | *            | *     | *                     | *     | 32              |
| منطقة نارين  | نارين   | *             | *             | *                | *            | *     | *                     | *     | 34              |

### منطقة تالاس
تنقسم منطقة تالاس إدارياً إلى 4 مقاطعات:
| منطقة           | عاصمة      | السكان (2009) | المساحة (كم²) | الكثافة (/ كم ²) | قروي مجتمعات | المدن | نوع الحضري المستوطنات | القرى | رقم على الخريطة |
| --------------- | ---------- | ------------- | ------------- | ---------------- | ------------ | ----- | --------------------- | ----- | --------------- |
| منطقة باكاي آتا | باكاي آتا  | *             | *             | *                | *            | *     | *                     | *     | 20              |
| منطقة كارا بورا | كيزيل-Adyr | *             | *             | *                | *            | *     | *                     | *     | 19              |
| مقاطعة ماناس    | بوكروفكا   | *             | *             | *                | *            | *     | *                     | *     | 21              |
| منطقة تالاس     | ماناس      | *             | *             | *                | *            | *     | *                     | *     | 22              |

## جنوب قرغيزستان

### منطقة باتكين
تنقسم منطقة باتكين إدارياً إلى 3 مقاطعات:
| منطقة           | عاصمة  | السكان (2009) | المساحة (كم²) | الكثافة (/ كم ²) | قروي مجتمعات | المدن | نوع الحضري المستوطنات | القرى | رقم على الخريطة |
| --------------- | ------ | ------------- | ------------- | ---------------- | ------------ | ----- | --------------------- | ----- | --------------- |
| منطقة باتكين    | باتكن  | 69591         | 5948          | 11.7             | *            | *     | *                     | 42    | 2               |
| مقاطعة كادامجاي | Pulgon | 157597        | 6146          | 25.6             | *            | *     | 4                     | 103   | 3               |
| منطقة ليلك      | Isfana | 116861        | 4653          | 25.1             | *            | 1     | *                     | 46    | 1               |

### منطقة جلال آباد
تنقسم منطقة جلال أباد إدارياً إلى 8 مناطق:
| منطقة              | عاصمة        | السكان (2009) | المساحة (كم²) | الكثافة (/ كم ²) | قروي مجتمعات | المدن | نوع الحضري المستوطنات | القرى | رقم على الخريطة |
| ------------------ | ------------ | ------------- | ------------- | ---------------- | ------------ | ----- | --------------------- | ----- | --------------- |
| Aksy حي            | Kerben       | 106049        | 4578          | 23.2             | *            | 1     | *                     | 68    | 14              |
| قضاء علاء بوكا     | علاء-بوكا    | 81488         | 2976          | 27.4             | *            | *     | *                     | 41    | 15              |
| منطقة بازار كورجون | بازار كورغون | 132051        | 1965          | 67.2             | *            | *     | *                     | 57    | 12              |
| منطقة نوكن         | ماسي         | 109687        | 2336          | 47               | *            | 1     | *                     | 54    | 13              |
| منطقة سوزاك        | فندق Suzak   | 220675        | 3019          | 73.1             | *            | 1     | *                     | 123   | 11              |
| مقاطعة توجوز تورو  | Kazarman     | 21417         | 3816          | 5.6              | *            | *     | *                     | 13    | 18              |
| منطقة توكتوغول     | Toktogul     | 83479         | 7815          | 10.7             | *            | *     | 1                     | 44    | 17              |
| منطقة تشاتكال      | Kanysh-Kyya  | 21154         | 4608          | 4.6              | *            | *     | 2                     | 9     | 16              |

### منطقة أوش
تنقسم منطقة أوش إدارياً إلى 7 مقاطعات:
| منطقة             | عاصمة         | السكان (2009) | المساحة (كم²) | الكثافة (/ كم ²) | قروي مجتمعات | المدن | نوع الحضري المستوطنات | القرى | رقم على الخريطة |
| ----------------- | ------------- | ------------- | ------------- | ---------------- | ------------ | ----- | --------------------- | ----- | --------------- |
| حى العاليه        | Gulcha        | *             | *             | *                | *            | *     | *                     | *     | 8               |
| منطقة أرافان      | Aravan        | *             | *             | *                | *            | *     | *                     | *     | 6               |
| تشونغ ألاي        | Daroot-كورغون | *             | *             | *                | *            | *     | *                     | *     | 4               |
| مقاطعة كارا كولجا | كارا Kulja    | *             | *             | *                | *            | *     | *                     | *     | 10              |
| منطقة كارا سو     | كارا سو       | *             | *             | *                | *            | *     | *                     | *     | 7               |
| منطقة نوكات       | نوكات         | *             | *             | *                | *            | *     | *                     | *     | 5               |
| مقاطعة أوزجين     | أوزغين        | *             | *             | *                | *            | *     | *                     | *     | 9               |

## روابط خارجية
- Statoids